# Куратов (опера)
Куратов — опера на русском языке и языке коми Сергея Носкова на доработанное им либретто Альберта Ванеева, дирижёр-постановщик Сергей Кисс. Основана на биографии Ивана Куратова.

## История
Финансирование на создание оперы в размере 1 миллиона рублей было выделено по инициативе главы Республики Коми Владимира Торопова. Премьера состоялась 2 и 3 октября 2009 года в Государственном театре оперы и балета Республики Коми.